# Bryant McFadden
Bryant McFadden (født 21. november 1981) er en professionel amerikansk fodbold-spiller fra USA, der pt. er free agent. Han spiller positionen cornerback. Han har tidligere i en årrække spillet i NFL, hvor han var med til at vinde to udgaver af Super Bowl med Pittsburgh Steelers.